# Селище (Паяк)
Селище е бивше село в Егейска Македония, Гърция, разположено на територията на дем Пеония в административна област Централна Македония.

## География
Селото е било разположено в източната част на планината Паяк (Пайко), на 2 km североизточно от Баровица (Кастанери).

## История
Селото се разпада преди основаването на Баровица. Към края на XX век развалините му и гробището му все още се виждат, както и манастирът „Свети Илия“.